# Semestene
Semestene là một đô thị ở tỉnh Sassari trong vùng Sardinia, có khoảng cách khoảng 140 km về phía bắc của Cagliari và cách khoảng 40 km về phía đông nam của Sassari. Tại thời điểm ngày 31 tháng 12 năm 2004, đô thị này có dân số 206 người và diện tích là 39,8 km².
Semestene giáp các đô thị: Bonorva, Cossoine, Macomer, Pozzomaggiore, Sindia.